# Dragan Apić
Dragan Apić (cyr. Драган Апић; ur. 3 października 1995 w Nowym Sadzie) – serbski koszykarz, występujący na pozycji silnego skrzydłowego lub środkowego, od 2023 zawodnik BC Niżnego Nowogród.
7 lipca 2022 został zawodnikiem BC Niżnego Nowogród.

## Osiągnięcia
Stan na 16 stycznia 2024, na podstawie, o ile nie zaznaczono inaczej.

### Drużynowe
- Mistrz:
  - Serbii (2019)
  - Czarnogóry (2021)
- Wicemistrz Serbii (2017, 2018)
- Zdobywca:
  - Pucharu Czarnogóry (2021)
  - Superpucharu Polski (2021)
- Finalista Pucharu Serbii (2019)

### Indywidualne
- MVP:
  - miesiąca Ligi Adriatyckiej (listopad i grudzień 2018)
  - kolejki:
    - Eurocup (6 – TOP 16 – 2018/2019)
    - Ligi Adriatyckiej (14 – 2016/2017, 1, 12, 13 – 2018/2019)
- Zaliczony do I składu EBL (2022)[4]
- Lider:
  - strzelców Ligi Adriatyckiej (2019 – 21,2)
  - EBL w zbiórkach (2022 – 8,65)

### Reprezentacja
Seniorska
- Uczestnik kwalifikacji do Eurobasketu (2020)

Młodzieżowe
- Mistrz Europy U–20 (2015)
- Uczestnik mistrzostw Europy U–18 (2013 – 6. miejsce)